# Gál Petra
Gál Petra (Békéscsaba, 1987. december 26. –) szerkesztő-riporter, műsorvezető.

## Élete
2012 januárjában került az RTL Klub Fókusz című műsorához, ahol először szerkesztő-riporterként dolgozott. 2015-ben elnyerte a Fenntarthatósági Sajtódíjat, az internetes ismerkedés veszélyeiről szóló oknyomozó riportjával. 2016-ban Szabó Zsófihoz csatlakozott és a Story Extra műsorvezetője lett. A bulvármagazin 2018 decemberében megszűnt. 2020 áprilisától Bányai Viktorral együtt a Bűnös lelkek című bűnügyi riportmagazin műsor házigazdája. 2020 augusztusában jelentette be az RTL Klub, hogy Barabás Évával, Tokár Tamással együtt a Fókusz műsorvezetője. Önmagát alakította 2018-ban A mi kis falunkban, valamint 2023-ban a Ki vagy te című sorozatban.

## Műsorai
- Story Extra (2016–2018)
- Bűnös lelkek (2020)
- Fókusz (2020–)
- Fókusz Plusz (2020—)
- Itthon Nyaralunk – Hajdúszoboszlói nyár (2021)
- Itthon Nyaralunk – Visegrádi ősz (2021)

## Díjai
- Fenntarthatósági Sajtódíj (2015)